# Poldistanz
Der Begriff Poldistanz (oder Polardistanz) bezeichnet in der Astronomie den Winkelabstand eines Sterns vom Himmelsnordpol. Der Winkelabstand wird dabei von 0° am Himmelsnordpol über 90° am Himmelsäquator bis 180° am Himmelssüdpol durchgezählt.
Die Poldistanz ist der Komplementärwinkel zur Deklination, ebenso wie die Kobreite komplementär zur geografischen Breite ist. 